# Slide guitar

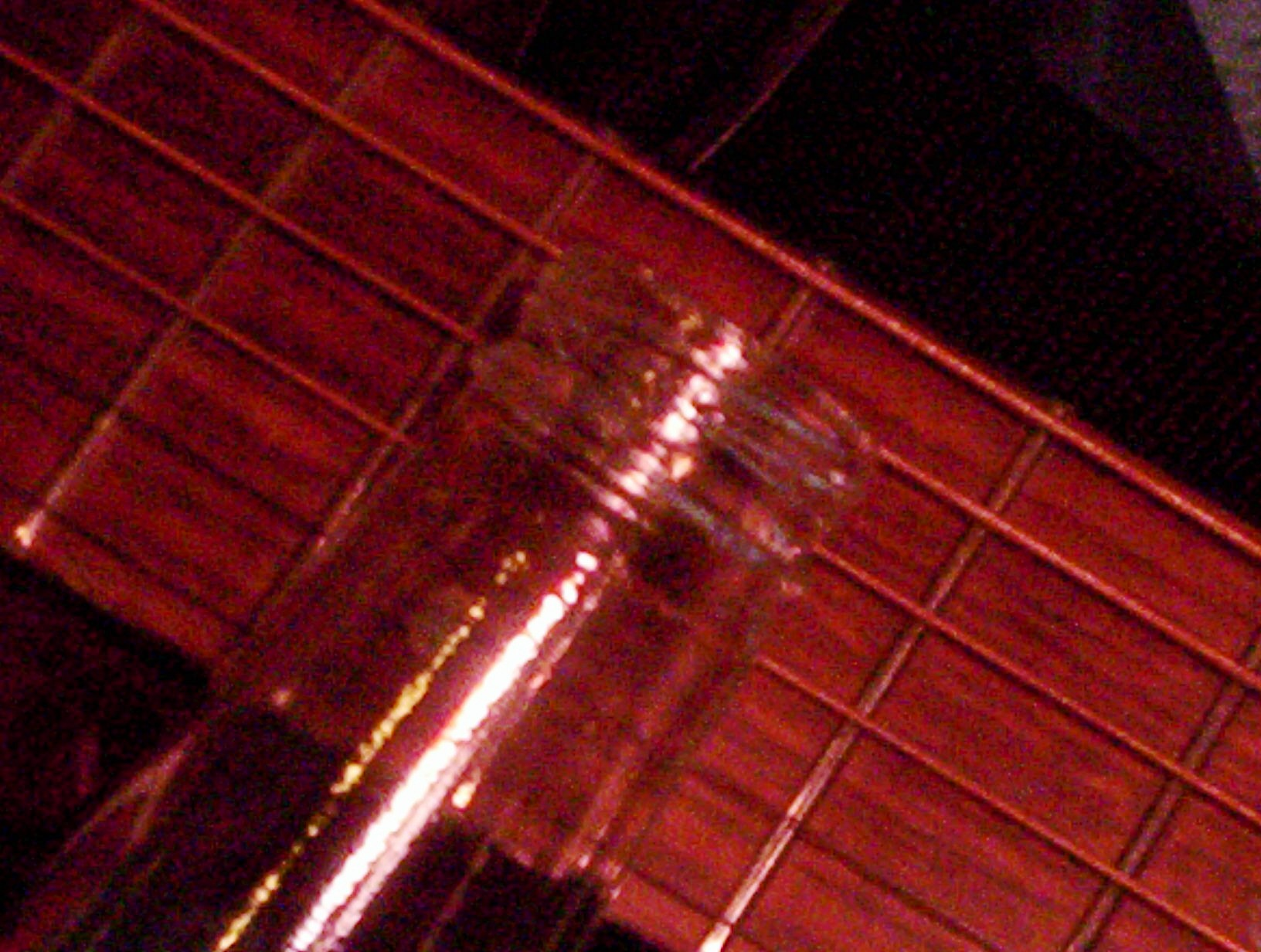
Técnica utilizando um gargalo de garrafa.

Slide guitar, ou bottleneck guitar, é uma forma de tocar guitarra, em que se utiliza no dedo médio, anular, mínimo ou indicador (este último menos comum), um pequeno tubo oco cilíndrico, feito de metal, vidro ou cerâmica. Com o objetivo de alterar o tom em que se toca, deslizando esse tubo pelas cordas da guitarra. Este método, introduzido inicialmente na música do Havaí, passou a ser utilizado nos blues (Blues rock) e no country.
Alguns músicos que utilizam esta técnica: Johnny Winter, Rory Gallagher, Eric Clapton, Ron Wood, David Gilmour, Lowell George, Ry Cooder, Brian Jones, Jeff Beck que popularizou essa técnica na inglaterra, George Harrison, Elmore James (considerado o Rei da Slide Guitar), Johnny Shines, Matthias Jabs, John Butler, Muddy Waters, Brian May, George Thorogood, Joe Walsh, Chuck Berry, Bo Diddley, Angus Young, Jimmy Page, Slash, Billy Gibbons, Joe Perry, Gary Rossington entre muitos outros. Não se pode esquecer aquele que é considerado o mais inovador e quem popularizou a guitarra slide, Duane Allman dos Allman Brothers Band, que costumava usar vidros de remédio no dedo 3 (anular) para a prática. Dickey Betts o outro guitarrista do Allman Brothers também é um exímio guitarrista de slide. Nos final dos anos 80, Warren Haynes formou dupla com Dick Betts no Allman Brothers e depois Derek Trucks ocupou o lugar do Dickey. Mark Sandman, vocalista e baixista do Morphine, que inovou usando slide em seu contrabaixo. Outros guitarristas surgiram, e entre eles, alguns que trouxeram novas técnicas e colocaram a slide guitar em outro patamar. O principal deles é Sonny Landreth, com uma técnica totalmente inovadora e também Derek Trucks com seu estilo bastante pessoal.

## História
A técnica de usar um slide em uma corda foi originalmente idealizada para instrumentos de cordas, com influência direta dos africanos que usava um arco de Diddley.

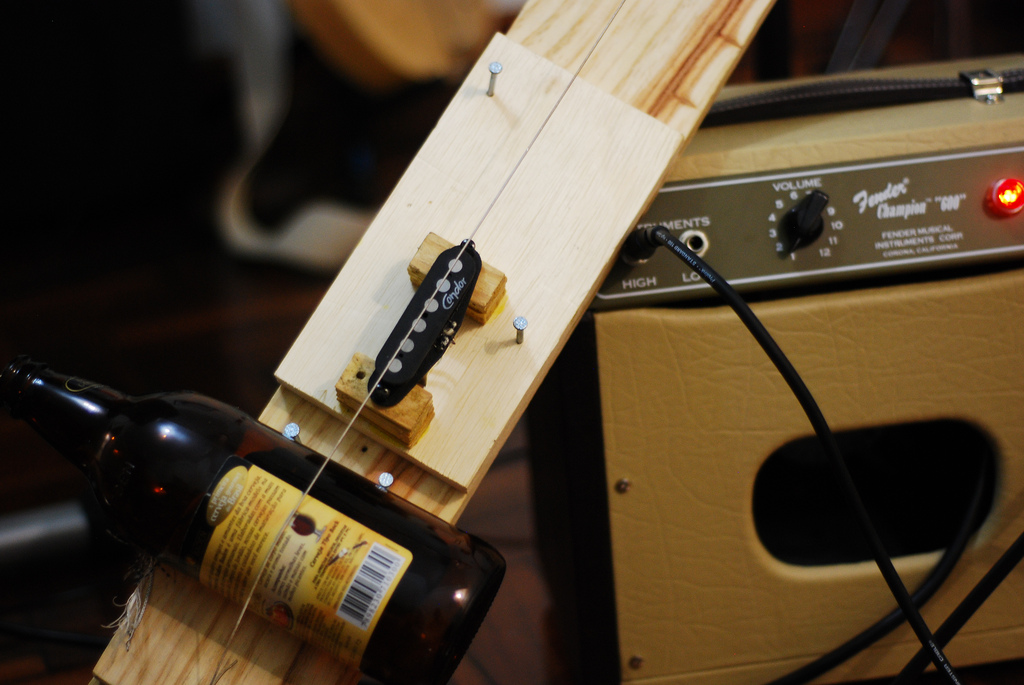
Diddley bow Arco de Diddley, instrumento de origem africana.

A técnica tornou-se popular por artistas de blues afro-americanos. O primeiro músico a ser gravado usando o estilo era Sylvester Weaver que gravou duas peças solo "Guitar Blues" e "Guitar Rag", em 1923. Alguns dos artistas de blues no sul dos Estados Unidos, que mais usaram o slide, incluem o cantor gospel Willie Johnson, Blind Willie McTell, Son House, Robert Johnson (Rei do blues do delta) e Casey Bill Weldon.

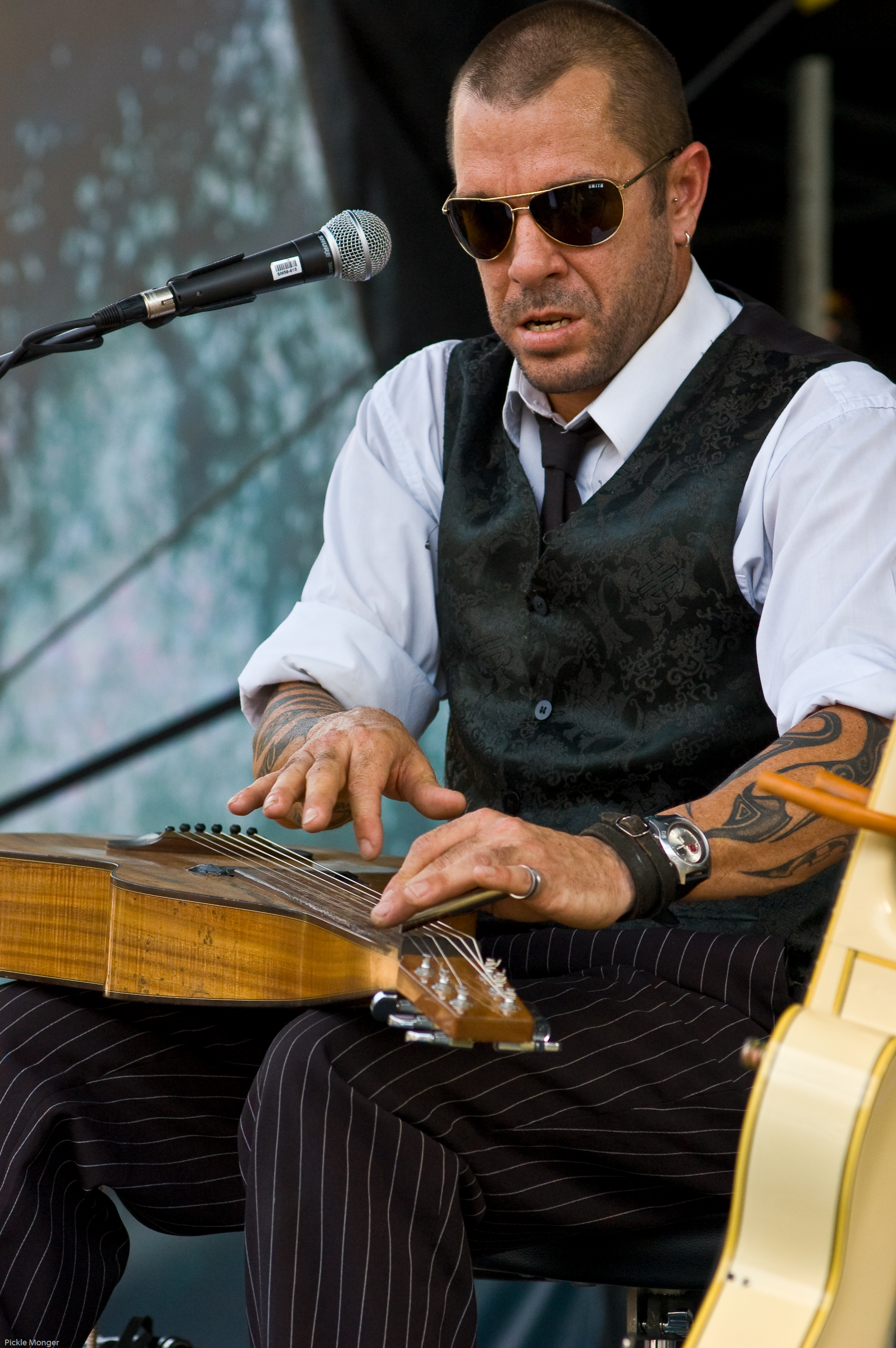
Lap Steel slide de colo

Mais recentemente o estilo slide colo (lap steel) renasceu através de artistas como Ben Harper, Sean Kirkwood e Xavier Rudd — ambos tocadores de Weissenborns, antigo instrumento do começo do século 20, hoje com variações modernas, co-projetado modelo de assinatura Asher, este último usando reproduções modernas de weissenborn

## Brasil
Mesmo sendo as matrizes africanas, que mais contribuíram para moldar a música Brasileira e deram origem a instrumentos como o berimbau, não há registos do uso do arco de Diddley com slide no Brasil. Os primeiros experimentos foi por volta dos anos 60, mas só a partir dos anos 70 e 80 é que registraram seu uso em disco. Alguns dos guitarristas de slide são: Lulu Santos com seu uso refinado do slide no Pop, Otávio Rocha (Blues Etílicos), Ricardo Vignini, precursor do uso do slide na viola, Tuco Marcondes (Zeca Baleiro), Marcelo Vera (Cracker Blues), Marcus Rampazzo (Beatles 4Ever), Big Gilson (Big Allanbik), André Christovam, Tony Bellotto, e Marcos Ottaviano.

## Técnica

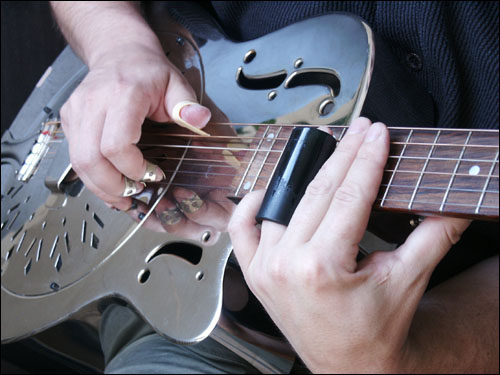
Utilize os dedos de trás do slide para abafar ruídos indesejáveis.

Para executar esta técnica, a guitarra pode ser tocada posicionada na forma habitual, em que o guitarrista tem o tubo colocado num dos seus dedos; ou deitada, com a zona das cordas para cima, em que o guitarrista utiliza o tubo com a mão.

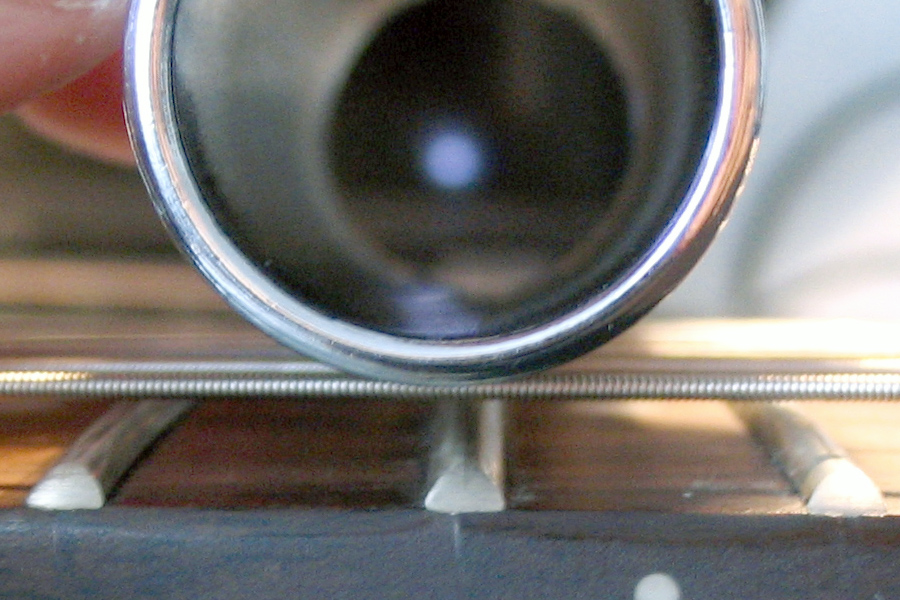
Posição correcta do bottleneck. Não existe contacto entre as cordas e o traste, o que evita o som de vibração metálico entre ambos.
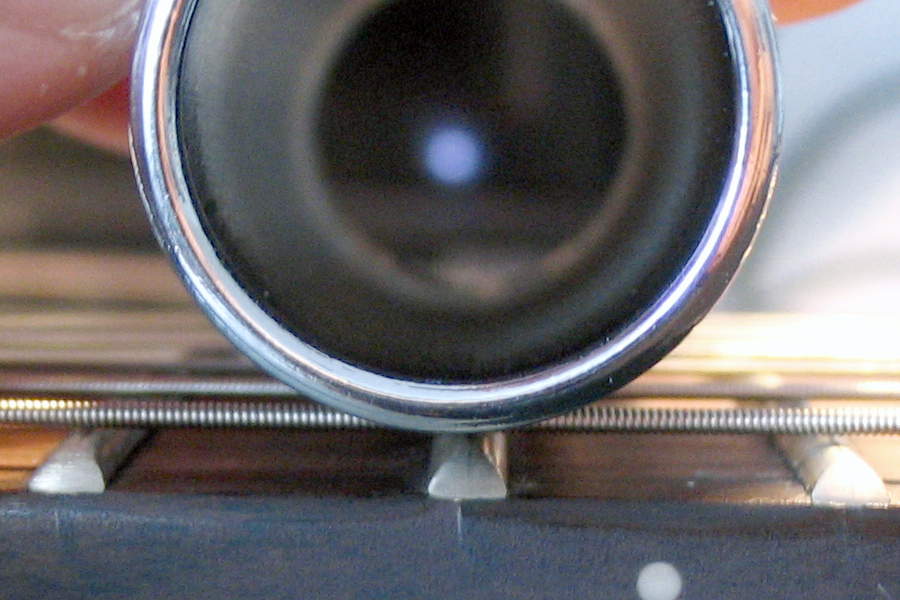
Posição incorrecta do bottleneck. Demasiada pressão sobre as cordas, leva a um contacto do bottleneck nos trastes, produzindo um som de vibração.